# Catherine Murphy (friidrottare)
Catherine Ann Murphy, född den 21 september 1975, är en walesisk friidrottare som tävlade i olympiska sommarspelen 2004 i Aten, Grekland, i stafetten 4 × 400 meter.
Catherine Murphy kungjorde att hon slutade med löpningen den 28 april 2006. Hon är född i Sheffield, men bor hon nu i Hemel Hempstead.[källa behövs]